# Filip Bajić
Filip Bajić (Kirin Serbia: Филип Бајић; sinh 18 tháng 11 năm 1993) là một tiền đạo bóng đá Serbia, thi đấu cho Napredak Kruševac.